# روبرت براندت
روبرت براندت (بالفنلندية: Robert Brandt)‏ هو متزلج سريع فنلندي، ولد في 21 أكتوبر 1982 في هلسنكي في فنلندا.

## وصلات خارجية
- روبرت براندت على موقع SpeedSkatingBase.eu (الإنجليزية)
- روبرت براندت على موقع SpeedSkatingNews.info (الإنجليزية)
- روبرت براندت على موقع SpeedSkatingStats.com (الإنجليزية)